# Chlortrifluormethan
Chlortrifluormethan, také nazývaný CFC-13 nebo R-13, je organická sloučenina, halogenderivát methanu. Není žíravý ani hořlavý. Používá se jako chladivo, ovšem jelikož poškozuje ozonovou vrstvu, je jeho používání omezováno kvůli Montrealskému protokolu. Také je to silný skleníkový plyn (1400krát silnější než oxid uhličitý).

## Výroba
Chlortrifluormethan lze vyrobit reakcí tetrachlormethanu s fluorovodíkem za přítomnosti katalytického množství chloridu antimoničného:
CCl4 + 3HF → CClF3 + 3HCl
Při této reakci rovněž vznikají trichlorfluormethan, dichlordifluormethan a tetrafluormethan.